# ドミノ (ポリオミノ)
ドミノ（英: domino）は、位数2のポリオミノ。2つの同じ大きさの正方形を辺に沿ってつなげた形で、回転操作・鏡映操作によって同じになる形を同一と考えると1種類しかなく、これらを区別しても横方向と縦方向の2通りしかない。

## マス目の充填
一般に、ドミノによるマス目の充填を考えるときは、市松模様による塗分けを使用する。